# Джибутски франк
Вижте пояснителната страница за други значения на франк.
Джибутският франк (на френски: franc Djibouti; на арабски: الفرنك الجيبوتي) е националната валута на Джибути.
За първи път е въведен през 1977 г. 1 джибутски франк е равен на 100 сантима. Емитира се от Банка Джибути. Емитират се банкноти с 1000, 2000, 5000, 10 000 франка, както и монети с 1, 2, 5, 10, 20, 50, 100, 250, 500 франка.